# Lachemilla lechleriana
Lachemilla lechleriana är en rosväxtart som först beskrevs av August Heinrich Rudolf Grisebach, och fick sitt nu gällande namn av Werner Hugo Paul Rothmaler. Lachemilla lechleriana ingår i släktet Lachemilla och familjen rosväxter. Inga underarter finns listade i Catalogue of Life.